# (26) Прозерпина
(26) Прозерпи́на (лат. Proserpina) — астероид главного пояса, который принадлежит к светлому спектральному классу S. Он был открыт 5 мая 1853 года немецким астрономом Робертом Лютером в Дюссельдорфской обсерватории, Германия и назван в честь Прозерпины, древнеримской богини подземного царства, дочери Юпитера и Цереры.